# آهوماش (گیاه)
آهوماش (نام علمی: Lotus gebelia) نام یک گونه از سرده آهوماش است. سرده آهوماش در ایران ده گونه گیاه علفی یکساله و چند ساله دارد.